# Erythrops frontieri
Erythrops frontieri är en kräftdjursart som beskrevs av Nouvel 1974. Erythrops frontieri ingår i släktet Erythrops och familjen Mysidae. Inga underarter finns listade i Catalogue of Life.